# Парпуровцы
Парпу́ровцы (укр. Парпурівці) — село в Винницком районе Винницкой области Украины.
Код КОАТУУ — 0520684903. Население по переписи 2001 года составляет 487 человек. Почтовый индекс — 23208. Телефонный код — 432.
Занимает площадь 0,58 км².
В селе действует храм Покрова Пресвятой Богородицы Винницкого районного благочиния Винницкой епархии Украинской православной церкви.

## Адрес местного совета
23208, Винницкая область, Винницкий р-н, с.Парпуровцы, ул.Шевченко, 50а

## Галерея
- Пруд
- Пруд
- Дорога вдоль пруда
- Школа
- Памятник воинам-односельчанам
- Памятный крест жертвам Голодомора
- Сельская рада
- Церковь
- Сельская улица